# Karhunen-Loève-transform
Karhunen-Loève-transformen (förkortat KLT) är en transform som används för att skilja svaga signaler från brus. KLT används inom många områden som bildkodning, astronomi och genetik. Transformen är uppkallad efter de matematiska statistikerna Kari Karhunen och Michel Loève.
Fördelen med KLT framför snabb fouriertransform (FFT) är en mer noggrann extraktion av den svaga signalen, särskilt om signalen som döljs i bruset är väldigt svag.
Raderna i en KLT-matris (matrisen som fås då transformen ses som en linjär avbildning) är de normerade egenvektorerna till signalens korrelationsmatris.